# Dziurkowatość liści drzew pestkowych

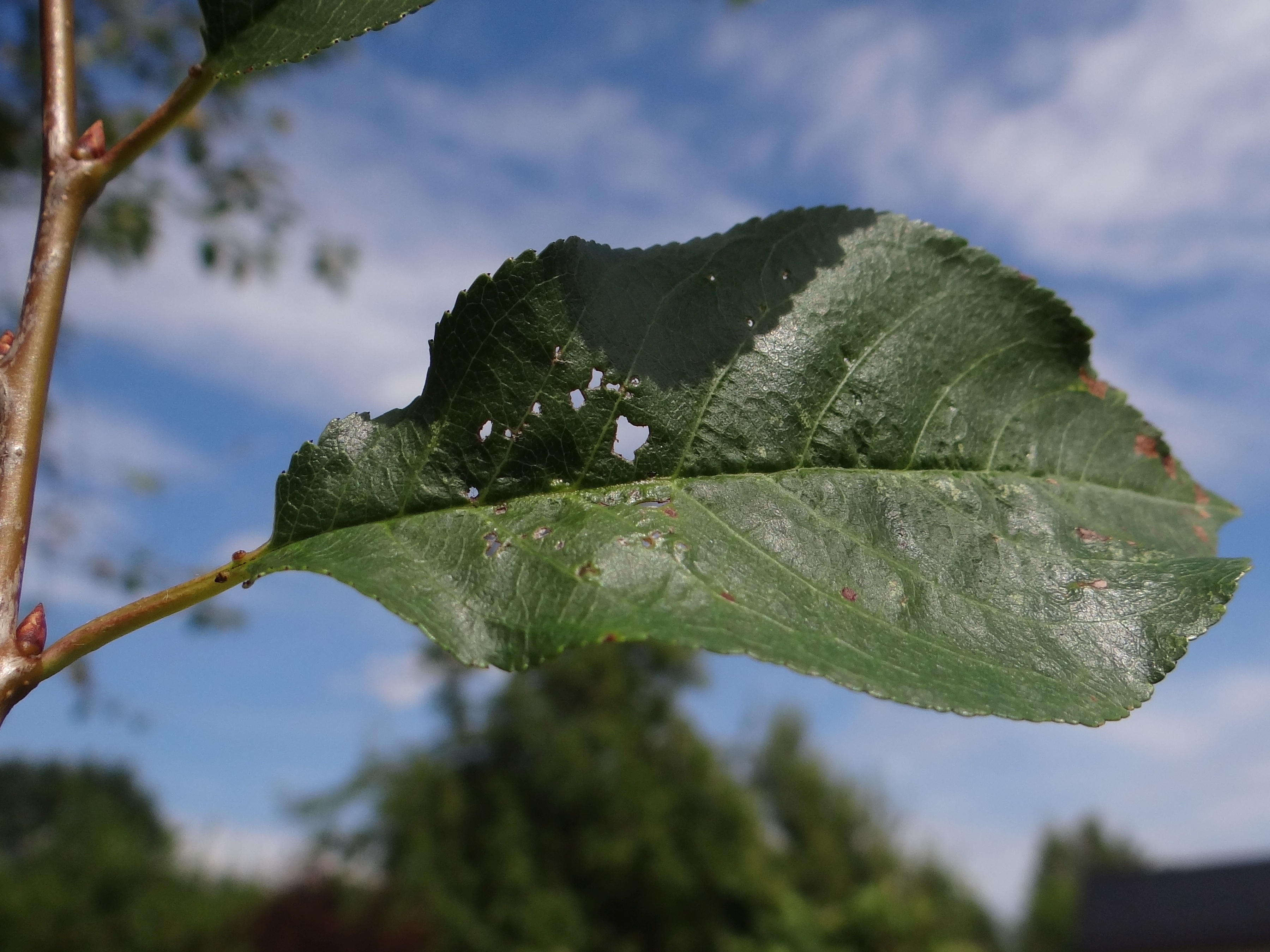
Objawy na liściu wiśni

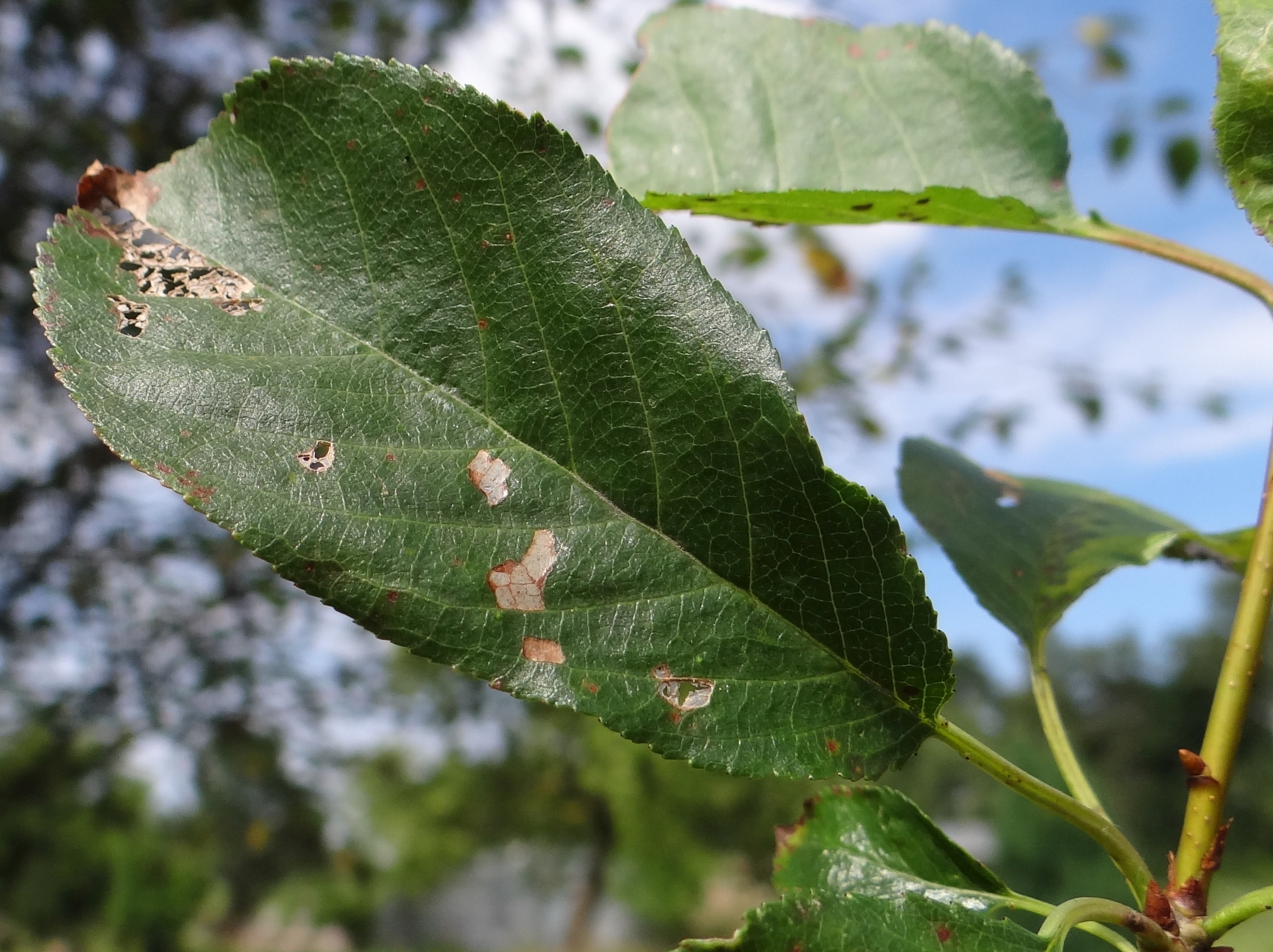
Objawy na liściu wiśni

Dziurkowatość liści drzew pestkowych (ang. gumspot of stone fruit, shot-hole of stone fruit) – grzybowa choroba drzew pestkowych wywołana przez Stigmina carpophila.

## Objawy
Choroba atakuje śliwy, wiśnie, czereśnie, brzoskwinie i morele. Występują głównie na liściach. Pierwszymi objawami są brunatne drobne plamy o średnicy 1–5 mm, otoczone ciemnoczerwoną obwódką. Przeważają plamy drobne. Z czasem tkanka w obrębie plam ulega nekrozie i wykrusza się, wskutek czego w miejscu plam powstają dziurki. Przy silnym porażeniu liście przedwcześnie opadają. Na owocach brunatne i nieco wgłębione plamy pojawiają się rzadko. Jeśli jednak nastąpi to w dużym nasileniu to powoduje opadanie porażonych owoców. Dość często natomiast patogen atakuje młode pędy. Powoduje powstawanie na nich narośli lub obwodowych nekroz. U brzoskwiń i moreli z porażonych części pędu bardzo często wycieka guma, na śliwach zdarza się to rzadziej, na wiśniach i czereśniach tylko sporadycznie.
Dziurki na liściach mogą być powodowane także przez inne czynniki: wirusy, bakterie, lub żerujące larwy owadów.

## Epidemiologia
Zimuje grzybnia i zarodniki konidialne w porażonych pędach, ranach kory i pąkach. Wiosną konidia wybijane przez krople deszczu dokonują infekcji pierwotnej na liściach i młodych pędach.

## Ochrona
Aby zapobiec szerzeniu się choroby należy wycinać porażone pędy. W okresie bezlistnym drzewa opryskuje się preparatami miedziowymi (Miedzian). Chorobę ograniczają także opryskiwania stosowane przy zwalczaniu innych chorób grzybowych (fungicydami ftalimidowymi, lub benzymidazolowymi).